# جانی مارکتی
جانی مارکتی (ایتالیایی: Gianni Marchetti؛ ‏ ۷ سپتامبر ۱۹۳۳ – ۱۰ آوریل ۲۰۱۲) موسیقی‌دان و آهنگساز اهل ایتالیا بود. او با خوانندگانی چون بابی سولو همکاری داشت و برای حدود ۴۰ فیلم هم موسیقی ساخت.
از فیلم‌هایی که وی در ساخت موسیقی آن‌ها نقش داشته است، می‌توان به شب‌های پورنو در سراسر جهان، امانوئل و شب‌های پورنو در جهان، شماره ۲،دختران اس‌اس و انتقام امانوئل اشاره نمود.